# Norda Mullen
Norda Mullen (* 26. April 1960 in Savannah, Tennessee) ist eine US-amerikanische, klassisch ausgebildete Popmusikerin. International bekannt wurde sie als Mitglied der Tournee-Band der Moody Blues, bei denen sie ab 2003 Querflöte und Rhythmusgitarre spielte und Harmonien sang.
Mullen, die einer georgisch-griechischen Familie aus Tennessee entstammt, hatte sich schon als zwölfjährige Schülerin das von Ray Thomas gespielte Flötensolo in Nights in White Satin nach dem Gehör selbst beigebracht, bevor sie das Instrument ab 1978 an der Northwestern University ernsthaft studierte. Geld verdiente sie später als Studiomusikerin sowie Instrumentalistin für Fernseh- und Spielfilm-Soundtracks; ferner spielte sie in den Bands Cause for Passion, Evil Twin und Bahu Rang. Letztere, tatsächlich ein Duo aus Mullen und Jo Pusateri, veröffentlichte 1998 das Album Just Try to Walk, auf dem Norda Mullen außer Flöte verschiedene weitere Instrumente spielt.
Der Kontakt zu den Moody Blues bestand seit Justin Haywards 1996er Solo-Tournee in Kalifornien, wo Mullen ihn bei einigen Auftritten als Flötistin begleitet hatte. Nach Ray Thomas’ Ausstieg wurde Mullen seine Nachfolgerin. Sie war seither bei allen Tourneen mit den Moody Blues auf der Bühne und ist auch auf dem Studioalbum December (2003) zu hören, obwohl sie nicht offiziell als neues Bandmitglied eingeführt wurde. Ihre Attraktivität und starke Bühnenpräsenz, zunächst nicht von allen Fans goutiert, haben ebenso wie ihr virtuoses Spiel den Liveauftritten der Moody Blues – in einer für die Band kritischen Phase – neue Dynamik verliehen.
Norda Mullen hat auch mit Randy Newman gearbeitet, so auf dessen Album Harps & Angels (2008). Ihre erste Solo-CD mit dem Titel Norda erschien 2014. Mullen wohnt derzeit in Richmond (London).